# Rudolf Reuter (Grenzopfer)
Rudolf Reuter (* 14. Februar 1946 in Nürnberg; † 5. Oktober 1964 bei Palingen) war ein Todesopfer an der innerdeutschen Grenze.

## Leben
Der in der Bundesrepublik lebende Rudolf Reuter war seit 1963 Zeitsoldat bei der Bundeswehr in Regensburg. Im September 1964 befand er sich zur Gefechtsausbildung in Schleswig-Holstein. Dort verschwand er, möglicherweise wegen eines bevorstehenden Gerichtstermines wegen schwerem Diebstahl, nachdem er zuletzt am 20. September 1964 in Lütjenburg gesehen wurde. Am 7. April 1965 entdeckten DDR-Grenzsoldaten die Leiche Reuters in einem verminten Grenzabschnitt bei Palingen. Es wird angenommen, dass er durch eine Minenexplosion am 5. Oktober 1964 getötet worden ist. Diese war von den DDR-Grenztruppen zwar bemerkt worden, aber es wurde vermutet, dass die Explosion durch ein Tier ausgelöst wurde, da sich in Ost-West-Richtung keine Spuren eines Flüchtlings fanden. 
In der Bundesrepublik galt Rudolf Reuter bis 1994 als vermisst. Die DDR-Behörden hatten ihn, da seine Papiere beim Auffinden der Leiche kaum noch leserlich waren, als "Rudolf Kreuter" registriert.